# Arcidiocesi di Bamenda
L'arcidiocesi di Bamenda (in latino Archidioecesis Bamendana) è una sede metropolitana della Chiesa cattolica in Camerun. Nel 2022 contava 615.015 battezzati su 1.460.253 abitanti. È retta dall'arcivescovo Andrew Nkea Fuanya.

## Territorio
L'arcidiocesi comprende i dipartimenti di Menchum, Mezam, Momo e Ngo-Ketunjia, nonché parte del dipartimento di Boyo, nella regione del Nordovest del Camerun.
Sede arcivescovile è la città di Bamenda, dove si trova la cattedrale di San Giuseppe.
Il territorio è suddiviso in 53 parrocchie, raggruppate in 7 decanati.

### Provincia ecclesiastica
La provincia ecclesiastica di Bamenda, istituita nel 1982, comprende 4 suffraganee:
- diocesi di Buéa
- diocesi di Kumba
- diocesi di Kumbo
- diocesi di Mamfe

## Storia
La diocesi di Bamenda fu eretta il 13 agosto 1970 con la bolla Tametsi Christianarum di papa Paolo VI, ricavandone il territorio dalla diocesi di Buéa. Originariamente era suffraganea dell'arcidiocesi di Yaoundé.
Il 18 marzo 1982 ha ceduto una porzione del suo territorio a vantaggio dell'erezione della diocesi di Kumbo e contestualmente è stata elevata ad arcidiocesi metropolitana con la bolla Eo magis catholica di papa Giovanni Paolo II.

## Cronotassi dei vescovi
Si omettono i periodi di sede vacante non superiori ai 2 anni o non storicamente accertati.
- Paul Mbiybe Verdzekov † (13 agosto 1970 - 23 gennaio 2006 ritirato)
- Cornelius Fontem Esua (23 gennaio 2006 succeduto - 30 dicembre 2019 ritirato)
- Andrew Nkea Fuanya, dal 30 dicembre 2019

## Statistiche
L'arcidiocesi nel 2023 su una popolazione di 1.460.253 persone contava 615.015 battezzati, corrispondenti al 42,1% del totale.
| anno | popolazione | popolazione | popolazione | presbiteri | presbiteri | presbiteri | presbiteri                | diaconi | religiosi | religiosi | parrocchie |
| anno | battezzati  | totale      | %           | numero     | secolari   | regolari   | battezzati per presbitero | diaconi | uomini    | donne     | parrocchie |
| ---- | ----------- | ----------- | ----------- | ---------- | ---------- | ---------- | ------------------------- | ------- | --------- | --------- | ---------- |
| 1980 | 166.129     | 988.607     | 16,8        | 72         | 27         | 45         | 2.307                     |         | 75        | 132       |            |
| 1990 | 152.543     | 920.000     | 16,6        | 70         | 30         | 40         | 2.179                     |         | 83        | 85        | 23         |
| 1999 | 204.977     | 1.088.600   | 18,8        | 87         | 48         | 39         | 2.356                     |         | 91        | 102       | 26         |
| 2000 | 214.000     | 1.100.000   | 19,5        | 86         | 47         | 39         | 2.488                     |         | 86        | 98        | 26         |
| 2001 | 228.499     | 1.100.000   | 20,8        | 85         | 50         | 35         | 2.688                     |         | 91        | 104       | 26         |
| 2002 | 230.000     | 1.100.000   | 20,9        | 86         | 51         | 35         | 2.674                     |         | 86        | 104       | 26         |
| 2003 | 237.000     | 1.100.000   | 21,5        | 85         | 54         | 31         | 2.788                     |         | 78        | 104       | 28         |
| 2004 | 238.000     | 1.100.000   | 21,6        | 91         | 54         | 37         | 2.615                     |         | 85        | 161       | 28         |
| 2006 | 252.000     | 1.168.000   | 21,6        | 92         | 57         | 35         | 2.739                     |         | 112       | 159       | 28         |
| 2012 | 319.000     | 1.321.000   | 24,1        | 92         | 54         | 38         | 3.467                     |         | 134       | 179       | 34         |
| 2015 | 410.071     | 1.413.000   | 29,0        | 113        | 67         | 46         | 3.628                     |         | 167       | 234       | 40         |
| 2018 | 609.798     | 1.451.900   | 42,0        | 174        | 103        | 71         | 3.504                     |         | 171       | 238       | 45         |
| 2020 | 628.800     | 1.523.890   | 41,3        | 180        | 109        | 71         | 3.493                     |         | 171       | 238       | 46         |
| 2022 | 615.015     | 1.460.253   | 42,1        | 169        | 122        | 47         | 3.639                     |         | 135       | 222       | 53         |